# Giuseppe Tonani

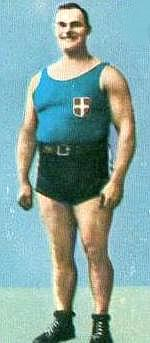

Giuseppe Tonani (2 de outubro de 1890, em Milão - † 1º de outubro de 1971, em Milão) foi um competidor de cabo de guerra e halterofilista italiano.
Nos Jogos Olímpicos de 1920, em Antuérpia, Giuseppe Tonani fez parte da equipe italiana de cabo de guerra e ela terminou em quinto lugar (último).
Nos Jogos seguintes ele competiu em halterofilismo, na categoria acima de 82,5 kg. Em 1924 ele ganhou ouro; em 1928 ficou em sétimo.
Quadro de resultados em olímpiadas (halterofilismo)
| pos. | Jogos Olímpicos | arranque (uma mão) | arremesso (uma mão) | desenvol- vimento | arranque (duas mãos) | arremesso (duas mãos) | total    |
| ---- | --------------- | ------------------ | ------------------- | ----------------- | -------------------- | --------------------- | -------- |
| 1º   | Paris 1924 *    | 80 kg              | 95 kg               | 112,5 kg          | 100 kg               | 130 kg                | 517,5 kg |
| 7º   | Amsterdã 1928   | —                  | —                   | 117,5 kg          | 97,5 kg              | 137,5 kg              | 352,5 kg |

* Das cinco provas que faziam parte da competição, o arranque com uma mão e o arremesso com uma mão, foram depois abolidas; o desenvolvimento foi abolido em 1973; arranque e arremesso (com as duas mãos) ficaram como movimentos-padrão.